# آپر الوکومن (واشینگتن)
آپر الوکومن (به انگلیسی: Upper Elochoman) یک منطقهٔ مسکونی در ایالات متحده آمریکا است که در شهرستان واهکیکوم، واشینگتن واقع شده‌است. آپر الوکومن ۱۹۳ نفر جمعیت دارد و ۳۱ متر بالاتر از سطح دریا واقع شده‌است.